# 에시 데이비스
에시 데이비스(Essie Davis, 1970년 1월 7일 ~ )는 오스트레일리아의 배우이다.

## 출연 작품

### 영화
- 매트릭스 2: 리로디드 (2003)
  - 매트릭스 3: 레볼루션 (2003)
- 진주 귀걸이를 한 소녀 (2003)
- 코드 46 (2003)
- 고립 (2005)
- 샬롯의 거미줄 (2006)
- 오스트레일리아 (2008)
- 가디언의 전설 (2010) - 목소리
- 바바둑 (2014)
- 어쌔신 크리드 (2016)
- 베이비티스 (2019)
- 켈리 갱 (2019)
- 니트람 (2021)

### 텔레비전
- 그리고 파티는 끝났다 (2011)
- 미스 피셔의 살인 미스터리 (2012-15)
- 왕좌의 게임 (2016)
- 기예르모 델 토로의 호기심의 방 (2022)
- 에이리언: 어스 (2025년) - 데임 실비아 역

### 비디오 게임
- 엔터 더 매트릭스 (2003)